# Protolampra mista
Protolampra mista är en fjärilsart som beskrevs av Freyer 1844. Protolampra mista ingår i släktet Protolampra och familjen nattflyn. Inga underarter finns listade i Catalogue of Life.